# مارغريت سميث
كانت مارغريت تشيس سميث (بالإنجليزية: Margaret Chase Smith )‏ (من مواليد 14 ديسمبر من عام 1897، وتوفيت في شهر مايو من عام 1995) سياسية أمريكية، شغلت منصب عضو مجلس الشيوخ الأمريكي (في الفترة بين عامي 1949 و1973) عن ولاية مين. كانت سميث أول امرأة تخدم في كلّ من مجلسي الكونغرس، وأول امرأة تمثل ولاية مين في كلٍ منهما. كانت سميث جمهورية معتدلة، وكانت واحدة من أوائل السياسيين الذي انتقدوا سلوك المكارثية من خلال خطابها الذي حمل عنوان «إعلان الضمير» عام 1950.
رُشحت سميث للانتخابات الرئاسية عام 1964 عن الحزب الجمهوري، وكانت بذلك أول امرأة تترشح لرئاسة البلاد في مؤتمر لحزب رئيسي. بعد تركها لمنصبها، أصبحت سميث العضو الأطول خدمة في مجلس الشيوخ الأمريكي في التاريخ، ولم يتمكن أحد من تجاوز رقمها القياسي حتى 5 يناير من عام 2011، وذلك عندما أدت السناتور باربرا ميكولسكي اليمين الدستورية لولاية خامسة. حتى يومنا هذا، تمتلك سميث رقمًا قياسيًا بصفتها صاحبة أطول مدة خدمة في مجلس الشيوخ الأمريكي بين نساء الحزب الجمهوري.

## أولى سنوات حياتها وتعليمها
وُلدت مارغريت تشيس سميث في مدينة كوهيجين وسط ولاية مين الأمريكية لجورج إيمري وكاري ماتيلدا تشيس (كاري موراي قبل الزواج). كانت مارغريت الابنة الأكبر بين ستة أبناء، بقي اثنان منهم فقط على قيد الحياة حتى سن الرشد. كان لوالد مارغريت أصول إنجليزية تعود إلى المهاجرين الإنجليزيين الذين قطنوا المستعمرات الثلاث عشرة في القرن السابع عشر. قاد الجد الأكبر لسميث، سرية مدفعية خلال حرب 1812. وخدم جدها في جيش الاتحاد خلال الحرب الأهلية الأمريكية. كانت عائلة والدة مارغريت فرنسية كندية هاجرت من مقاطعة كيبك الكندية في منتصف القرن التاسع عشر. غير جدها لامبرت موران اسمه إلى جون موران لتجنب التعرض لمضايقات المتعصبين ضد الكنديين الفرنسيين وضد الكاثوليك. كان والد مارغريت سميث حلّاق البلدة، أما والدتها فقد عملت كنادلة ومحاسبة في محل صغير وعاملة في مصنع أحذية.
تلقت سميث تعليمها المبكر في مدرستي لينكولن وغارفيلد الابتدائيتين، وعند بلوغها سن الثانية عشر، عملت سميث في متجر منوعات واشترت لنفسها بوليصة تأمين على الحياة. اعتادت سميث أيضًا على حل محل والدها في تقديم خدمات الحلاقة للزبائن عندما يكون مشغولًا أو بعيدًا عن محلّه. التحقت مارغريت سميث بمدرسة كوهيجين الثانوية وتخرجت منها عام 1916. لعبت سميث، خلال دراستها في المدرسة الثانوية، مع فريق الفتيات للعبة كرة السلة وكانت قائدًا للفريق في سنتها الأولى. في تلك الفترة، توظفت سميث كعاملة بديلة في إحدى شركات الهاتف، وقابلت فيها كلايد سميث، السياسي المحلي البارز، الذي أمن لها وظيفة كمساعدة لمفتش ضرائب بدوام حزئي.

## بدايات حياتها المهنية
بعد تخرجها من المدرسة الثانوية، عملت مارغريت تشيس سميث، لفترة وجيزة، كمدرّسة في مدرسة بيتس المكونة من غرفة واحدة والتي تقع بالقرب من مدينة كوهيجين، كما أنها دربت فريق كرة السلة في مدرسة كوهيجين الثانوية بين عامي (1917 و1918). عملت سميث أيضًا كمديرة تنفيذية في شركة مين للهاتف والتلغراف بين عامي (1918 و1919)، قبل انضمامها إلى فريق العمل في صحيفة إنديبيندينت ريبورتر الأسبوعية، الصادرة من مدينة كوهيجين والمملوكة من قبل كلايد سميث، بصفتها مديرة قسم التوزيع، وهو المنصب الذي شغلته بين عامي 1919 و1928. انخرطت سميث بالمنظمات النسائية المحلية، وشاركت، في عام 1922، في تأسيس فرع مدينة كوهيجين لنادي سيدات الأعمال والمهنيات، وعملت أيضًا كمحررة في مجلة النادي، التي حملت اسم ذا باين كون. شغلت سميث بين عامي 1926 و1928 منصب رئيس اتحاد مين لنوادي سيدات الأعمال والمهنيات على مستوى الولاية. في عام 1928، أصبحت سميث أمين صندوق شركة نيو إنجلاند لمعالجة النفايات، وعملت أيضًا كموظفة مكتبية في شركة دانييل إي. كامينغز وولين المتخصصة بصناعة النسيج المحلي.

## جوائز
حصلت على جوائز منها:
- سلسلة الأميركيين المتميزين (2007)
- قاعة الشهرة الوطنية للمرأة (1973)[24]
- Maine Women's Hall of Fame [الإنجليزية]‏
- وسام الحرية الرئاسي.